# Прошкуратова Тамара Сергіївна
Прошкуратова Тамара Сергіївна (23 серпня 1958, с. Золотоношка, Драбівський район, Черкаська область) — народний депутат України 4-го скликання, Герой України.

## Життєпис
Коли їй не було і року, трагічно загинув батько, педагог за фахом, у спадок доньці залишивши мрію стати вчителькою. Після восьми класів вступила до Переяслав-Хмельницького педагогічного училища, після закінчення якого чверть сторіччя вчителювала у рідній Драбівській загальноосвітній середній школі I—III ступенів № 1 ім. С. Васильченка.

### Освіта
- Переяслав-Хмельницьке педагогічне училище (1977);
- Черкаський державний педагогічний інститут, філологічний факультет (1983), «Російська мова і література».

З 1977 — вчитель, Драбівська ЗОШ I—III ст. ім. С. В. Васильченка Черкаської області.
Автор брошури «Інтегровані завдання української мови і народознавства» (1995), інтегрованого посібника «Стежинка» для 2(3) класу (1998), статей.
Перша жінка та педагог в Україні, що була удостоєна звання «Герой України».
Першого вересня 1977-гонабрала свій перший клас, у цей день розпочався іспит на професійність та особистісність, який тривав 25 років. Одноманітні орфографічні правила Тамара перетворювала на вірші, а сірі плакати — на яскраві картинки. Навіть шкільні стіни нагадували сучасну галерею, яку вона сама розмальовувала.
На її уроках дитина мала змогу творчо проявляти індивідуальність.
1984 року закінчила факультет російської філології Черкаського педагогічного інституту. Разом з однодумцями у Драбівській десятирічці створила науково-творчу лабораторію «Пошук», де вчителі початкових класів під її керівництвом вивчали проблему інтегрування на уроках.
Автор інтегрованих посібників «Рідне слово» та «Стежинка», ввела до шкільної програми вічні образи: «теплота матусиних рук», «вогник серця», «вірність у дружбі» і «щасливі миттєвості».

## Політика
Березень 2006 — кандидат в народні депутати України від «Опозиційного блоку НЕ ТАК!», № 32 в списку, член СДПУ(О).
Народний депутат України 4-го скликання 04.2002-04.2006 від СДПУ(О), № 2 в списку. На час виборів: вчитель Драбівської загальноосвітньої школи І-ІІІ ступеня № 1, член СДПУ(О). Член фракції СДПУ(О) (з травня 2002), член Комітету з питань науки і освіти (з червня 2002). Керівник науково-творчої лабораторії «Пошук».
Член СДПУ(О) (з 01.2002); член Політбюра СДПУ(О) (з 03.2003); член Політради СДПУ(О) (з 03.2003).
2002 р. була обрана депутатом Верховної Ради України IV скликання, до 2006 р. входила до складу Комітету ВРУ з питань науки і освіти. Ініціювала законопроєкти «Про реструктуризацію заборгованості з виплат педагогічним, науково-педагогічним та іншим працівникам закладів освіти», «Про державне замовлення в охороні здоров'я щодо надання населенню України медичних послуг за рахунок бюджетів Державного та місцевих органів самоврядування», зміни до законів «Про професійно-технічну освіту», «Про охорону дитинства».
Очолювала Наглядову раду Всеукраїнського благодійного фонду «Освіта України», обрана почесним членом Всеукраїнської громадської організації «Жінки України — за демократію і справедливість» та почесним президентом «Ліги матерів Тернополя». Завдяки невтомній праці у 25-річному віці була нагороджена знаком «Відмінник народної освіти УРСР», у 33 стала фахівцем вищої категорії, згодом — учителем-методистом.

## Сім'я
- батько Левченко Сергій Іванович (помер 1959);
- вітчим Криворучко Михайло (1936—2000) — колгоспник;
- мати Ніна Іванівна (1934) — пенсіонер;
- чоловік — Прошкуратов Михайло Миколайович (1951—1987);
- син Олексій (1985).
- онука — Марія

## Нагороди
- Звання Герой України з врученням ордена Держави (21 серпня 2001) — за визначні особисті заслуги перед Українською державою у розвитку національної освіти, розроблення і запровадження сучасних методів навчально-виховного процесу[3]
- Заслужений вчитель України (2 жовтня 1997) — за вагомий особистий внесок у розвиток національної освіти, впровадження сучасних методів навчання і виховання молоді[4]
- Відмінник народної освіти України (1984).
- 2000 — перемогла в обласному конкурсі «Учитель року».